# Viereth-Trunstadt
Viereth-Trunstadt település Németországban, azon belül Bajorországban. Lakosainak száma 3646 fő (2023. december 31.). Viereth-Trunstadt Oberhaid községgel határos.

## Népesség
A település népessége az elmúlt években az alábbi módon változott:
| Lakosok száma | 2262 | 1353 | 3536 | 3541 | 3627 | 3696 | 3592 | 3554 | 3650 | 3646 |
|               | 1970 | 1975 | 2011 | 2012 | 2014 | 2015 | 2017 | 2019 | 2022 | 2023 |